# 拉伯
拉伯（德語：Laaber，發音：[ˈlaːbɐ]）是德国巴伐利亚州上普法尔茨行政区雷根斯堡县的市镇，位于施瓦策拉伯河畔，面积29.66平方千米，2023年12月31日人口为5,366人。